# Carlos Portela (scénariste)
Cet article concerne le scénariste de bande dessinée. Pour le chanteur argentin, voir Carlos Portela.
 (janvier 2019).
Carlos Portela Orjales est un scénariste de bande dessinée et de séries télévisées espagnol, aussi producteur et sous-directeur du festival Viñetas desde el Atlántico (es), né à Vigo en 1967.

## Publications en français
- Les Hérésiarques (scénario), avec Das Pastoras (dessin), Les Humanoïdes associés :

1. L'Âme creuse, 2002  (ISBN 2-7316-1523-0)[2].
2. Les Sentiers invisibles, 2007  (ISBN 978-2-7316-6136-1).

- Contrition, 2023